# Flagelloscypha christinae
Flagelloscypha christinae är en svampart som beskrevs av Agerer 1975. Flagelloscypha christinae ingår i släktet Flagelloscypha och familjen Niaceae.   Inga underarter finns listade i Catalogue of Life.